# Illicium tenuifolium
Illicium tenuifolium är en tvåhjärtbladig växtart som först beskrevs av Ridley, och fick sitt nu gällande namn av A. C. Smith. Illicium tenuifolium ingår i släktet Illicium och familjen Schisandraceae. Inga underarter finns listade.